# Gloria Paul
Pour les articles homonymes, voir Paul (patronyme).
Gloria Paul, née le 28 février 1940 à Londres, est une actrice, danseuse et chanteuse britannique naturalisée italienne.
En 1961, à l'âge de vingt et un ans, elle se rend en Italie, où elle s'établit dans le monde du cinéma et de la télévision. Elle est connue pour ses numéros de pin-up parmi les Bluebell Girls au Lido de Paris et pour avoir été la première danseuse et soubrette dans plusieurs émissions de variétés italiennes.
Elle a eu un grave accident domestique en 1996, ce qui l'a contrainte a se déplacer en fauteuil roulant depuis lors. Elle est apparue à plusieurs reprises à la télévision depuis.

## Biographie
Fille d'un journaliste du Financial Times et d'une chanteuse d'opéra, elle commence à danser à l'âge de trois ans. Elle fréquente une école de ballet, s'habitue très tôt à la scène et remporte de nombreux concours qui la qualifient en jeune fille talentueuse. Ses études l'obligent à interrompre les cours de ballet mais, peu après avoir terminé le lycée, elle commence sa carrière de danseuse dans le ballet des Tiller Girls à Londres. Elle est ensuite recrutée parmi les Bluebell Girls au Lido de Paris et devient la danseuse étoile de la compagnie argentine Alaria Ballet.
Arrivée à Rome en 1961 en tournée avec l'Alaria Ballet, elle quitte la compagnie de ballet et commence sa carrière cinématographique (au total, elle tournera plus de 20 films), apparaissant aux côtés de grands interprètes, tant internationaux que du genre comique italien. Dotée d'un certain charme, elle est préférée dans le genre de la comédie, où elle représente généralement le personnage type de la femme belle et inaccessible.
Elle travaille dans plusieurs films avec les comédiens les plus populaires de l'époque : Totò (dans Totò, Peppino et la Douceur de vivre, 1961, et à la télévision Don Giovannino, 1967), Ugo Tognazzi et Raimondo Vianello, Lando Buzzanca et Walter Chiari, mais surtout le duo comique sicilien Franco et Ciccio, avec lequel elle joue dans plusieurs films, dont Les Deux Évadés de Sing-Sing (1964), Deux Mafiosi contre Goldginger (1965) et Les Deux Fils de Ringo (1966), dans lequel elle participe également à un ballet. Depuis Totò, Peppino et la Douceur de vivre qui parodiait La dolce vita, elle multiplie les rôles dans des parodies. Elle s'impose comme une vedette plébiscitée dans plusieurs grandes comédies musicales italiennes et obtient également un grand succès au théâtre aux côtés de Renato Rascel (Enrico '61), Walter Chiari (Buonanotte Bettina), Erminio Macario (Le sei mogli di Erminio V111), Aldo Fabrizi (Baci, promesse, carezze, lusinghe e illusion).

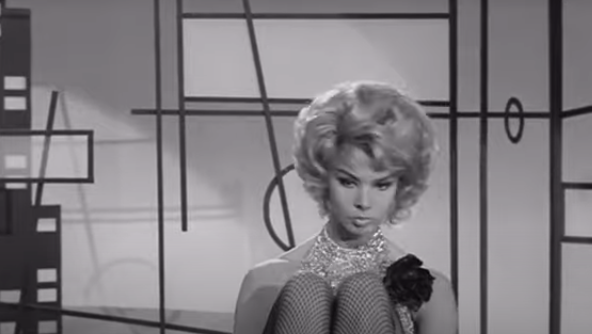
Gloria Paul dans Pugni, pupe e marinai (1961).

En 1965, également favorisée par son bilinguisme, elle tente de se diversifier également sur la scène britannique. Elle retourne en Angleterre et joue dans Les Gorilles de madame Petrovna (1965) de Robert Asher, apparaît dans deux épisodes du Benny Hill Show (1965) et est alors en lice pour le rôle de Domino dans le quatrième film de le saga James Bond Opération Tonnerre (1965) de Terence Young,, mais Claudine Auger lui est préférée et Gloria Paul rentre en Italie, pour jouer de nouveau aux côtés de Franco et Ciccio et Fernando Rey, dans la parodie de Goldfinger, intitulée Deux Mafiosi contre Goldginger, réalisée par Giorgio Simonelli.
Elle retente sa chance en 1970, lorsqu'à Hollywood elle est choisie par Blake Edwards pour le rôle de Crêpe Suzette dans Darling Lili, aux côtés de la nouvelle épouse du réalisateur, Julie Andrews, alors en pleine ascension, et Rock Hudson,. En Italie, le film sort sous le titre Operazione Crêpes Suzette, suscitant ainsi la curiosité pour le personnage interprété par Gloria Paul. Elle se livre dans ce film à un strip-tease affriolant sur un air musical entraînant chanté par l'actrice elle-même ; malgré la présence de vedettes reconnues et une mise en scène soignée, le film est un échec public et critique retentissant, et l'expérience américaine de Paul s'achève.
L'actrice londonienne revient à la télévision italienne, qui lui garantit encore une certaine popularité et la participation à divers émissions à succès, comme Senza rete (1976) et quelques émissions avec Erminio Macario, qui, dans ces années-là, atteignent la deuxième place en termes d'audience après la série Sandokan, et d'autres encore. Au Théâtre Verdi de Trieste, en 1971, elle est Bessie Worthington dans Die Blume von Hawaii de Paul Abraham, avec Daniela Mazzucato, Sergio Tedesco et Sandro Massimini.
À la fin des années 1970, les propositions cinématographiques commencent à se faire plus rare, mais elle ne disparaît pas pour autant du grand écran et joue à nouveau occasionnellement aux côtés de son partenaire de longue date Franco Franchi, tant dans la mini-série télévisée Un uomo da ridere (1980) que dans le dernier film du comédien sicilien, Tango blu (1989), d'Alberto Bevilacqua. Ses derniers films sont Fratelli d'Italia (it) (1989) de Neri Parenti et le collectif Exercices de style (1996).
En 1996, lors de la sortie de son dernier film, elle est victime d'un grave accident domestique à son domicile de Rome. Une expérience qu'elle a également racontée dans un épisode du Maurizio Costanzo Show, : alors qu'elle prenait une douche, le faux plafond de la salle de bains a soudainement cédé, entraînant dans sa chute une chaudière qui lui a brisé le dos, plusieurs vertèbres et, à plusieurs endroits, les jambes, endommageant irrémédiablement sa colonne vertébrale. Elle s'est rétablie après un long séjour à l'hôpital, mais est depuis contrainte de vivre dans un fauteuil roulant, paralysée à partir de la taille. Elle est ensuite réapparue en tant qu'invitée dans diverses émissions de télévision, notamment dans le Maurizio Costanzo Show, Ci vediamo in TV, Novecento et Oggi è un altro giorno.

## Vie privée
Elle a eu un fils, Jason, du compositeur Piero Piccioni, avec lequel elle a été longtemps liée.

## Filmographie

### Actrice de cinéma

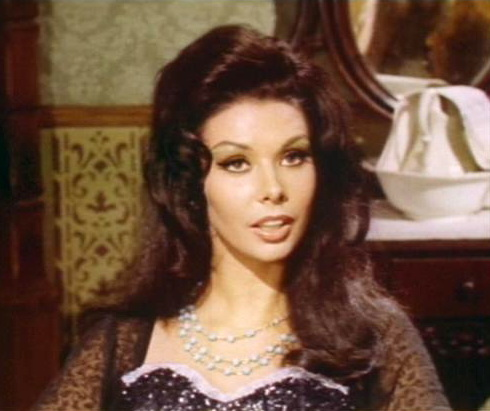
Gloria Paul dans Les Deux Fils de Ringo (1966).

- 1961 : Totò, Peppino et la Douceur de vivre (Totò, Peppino e... la dolce vita) de Sergio Corbucci
- 1961 : Défense d'y toucher (La ragazza di mille mesi) de Steno
- 1961 : Pugni, pupe e marinai de Daniele D'Anza
- 1961 : Chasseurs de dot (it) (Cacciatori di dote) de Mario Amendola
- 1962 : Copacabana Palace de Steno
- 1964 : Les Deux Évadés de Sing-Sing (I due evasi di Sing Sing) de Lucio Fulci
- 1964 : Le tardone (it) de Marino Girolami, segment 40 ma non li dimostra
- 1964 : Le sette vipere (it) de Renato Polselli
- 1964 : Napoleone a Firenze de Piero Pierotti
- 1965 : Deux Mafiosi contre Goldginger (Due mafiosi contro Goldginger) de Giorgio Simonelli
- 1965 : Les Gorilles de madame Petrovna (The Intelligence Men) de Robert Asher
- 1965 : Deux Mafiosi contre Goldginger de Giorgio Simonelli
- 1965 : Vénus au soleil (it) (Veneri al sole) de Marino Girolami, segment Intrigo al mare
- 1966 : Les Deux Fils de Ringo (I due figli di Ringo) de Giorgio Simonelli
- 1966 : Per qualche dollaro in meno de Mario Mattoli
- 1967 : Les Trois Fantastiques Supermen (I fantastici tre supermen) de Gianfranco Parolini
- 1967 : Le 7 cinesi d'oro de Vincenzo Cascino
- 1967 : Due rrringos nel Texas de Marino Girolami
- 1968 : Sigpress contre Scotland Yard (Sigpress contro Scotland Yard) de Guido Zurli
- 1968 : Les Trois Fantastiques Supermen à Tokyo (Tre supermen a Tokio) de Bitto Albertini
- 1969 : Revenge (it) de Pino Tosini
- 1970 : Darling Lili de Blake Edwards
- 1987 : Tango blu d'Alberto Bevilacqua
- 1989 : Fratelli d'Italia (it) de Neri Parenti
- 1996 : Exercices de style (Esercizi di stile) d'un collectif de réalisateurs

### Actrice de télévision
- 1963 : Kindly Leave the Stage (téléfilm)
- 1964 : Biblioteca di Studio Uno (minisérie télévisée - 2 épisodes)
- 1965 : Za-bum N.2 (minisérie télévisée - 5 épisodes)
- 1965 : Benny Hill Show (Série télévisée - 2 épisodes)
- 1966 : L'ispettore Gideon (Série télévisée - 1 épisode)
- 1967 : Don Giovannino (téléfilm)
- 1977 : Valentina, una ragazza che ha fretta (téléfilm)
- 1980 : Un uomo da ridere (minisérie télévisée - 6 épisodes)

## Émissions télévisées
- Il signore delle 21 (1961) (variété Rai avec Rossano Brazzi)
- Volubile (1961) (variété Rai) (Prima ballerina)
- Eva ed Io (1962) (variété Rai) (Prima donna)
- Settevoci (1963) (variété Rai)
- Kindly Leave the Stage (1963) (émission BBC TV)
- Kraft Music Hall (1965) (émission BBC TV)
- Tutto Totò (1965) (variété Rai)
- Scala reale (1966) (variété Rai)
- Il tappabuchi (1967) (variété Rai)
- Ieri e oggi (1967) (variété Rai)
- La domenica è un'altra cosa (1970-1971) (variété Rai) (en tant que soubrette)
- Per un gradino in più (1971) (variété Rai) (en tant que soubrette)
- La freccia d'oro (1971) (variété Rai)
- Un disco per l'estate (1971) (émission TV musicale)
- Il buono e il cattivo (1972) (variété Rai, condotto da Cochi e Renato)
- Il poeta e il contadino (1973) (variété Rai, condotto da Cochi e Renato)
- L'occasione (1973) (variété Rai)
- Ah! L'amore (1973) (variété Rai)
- Macario uno e due (1975) (variété Rai) (Prima donna)
- Senza rete (1976) (variété Rai)
- Jazz e nostalgia (1976) (variété Rai)
- Settimo anno (1977) (variété Rai avec Lando Buzzanca)
- Bontà loro (1977) (variété Rai)
- Jeans (1977) (variété)
- Un doppio tamarindo caldo corretto panna (1982) (variété Rai)
- Tutti in palestra (1988)
- Domenica In (1988)
- Maurizio Costanzo Show (variété) (en tant qu'invitée)
- Mille lire al mese (1996) (émission, condotto da Pippo Baudo e Giancarlo Magalli (en tant qu'invitée)
- Italia sera (1996) (émission Rai 1) (en tant qu'invitée)
- Sottovoce (1996) (émission Rai 1)
- Maurizio Costanzo Show (1997) (variété Canale 5) (en tant qu'invitée)
- Maurizio Costanzo Show (1998) (variété Canale 5) (en tant qu'invitée)
- Incominciamo bene (2001) (émission Rai 3) (en tant qu'invitée)
- Novecento (2001) (variété Rai 3, avec Pippo Baudo) (en tant qu'invitée)
- Ci vediamo in TV (2001) (variété Rai 1) (en tant qu'invitée)
- Domenica In (2002) (variété Rai 1) (en tant qu'invitée)
- Ci vediamo in TV (2002) (variété Rai 1) (en tant qu'invitée)
- Cominciamo bene (2004) (variété Rai 3) (en tant qu'invitée)
- Cominciamo bene estate (2005) (variété Rai 3) (en tant qu'invitée)
- Conversando (2006) (variété Canale 5, avec Maurizio Costanzo) (en tant qu'invitée)
- Domenica In (2007) (variété Rai 1) (en tant qu'invitée)
- Cominciamo bene (2008) (variété Rai 3, avec Pino Strabioli) (en tant qu'invitée)
- I migliori anni (2009) (variété Rai 1, avec Carlo Conti) (en tant qu'invitée)
- Porta a porta (20..) (émission Rai 1, avec Bruno Vespa) (en tant qu'invitée)
- Utile e futile (...) (émission Rai) (en tant qu'invitée)
- Tutti a tavola (...) (émission Rai) (en tant qu'invitée)
- Più sani e più belli (...) (émission Rai) (en tant qu'invitée)
- La vita in diretta (2010) (émission Rai 1) (en tant qu'invitée)

## Discographie

### Singles
- 1966 – I due figli di Ringo/I due figli di Ringo (Ariel, NF 575; Sur la face A, la chanson est interprétée par les Angel and the Brains)
- 1967 – Sigpress/Sigpress (strumentale) (Cinevox, SC 1055)
- 1970 – ...E invece vai a pescare/Tu proprio tu (City, 6221)
- 1970 – Mani calde cuore gelido/Oggi tornerà Lucia (City, 6222)

## Théâtre
- Enrico '61 (1961-1964), de Garinei et Giovannini, avec Renato Rascel, Clelia Matania, Gianrico Tedeschi, Gisella Sofio, Gloria Paul, Renzo Palmer, Ombretta De Carlo, Pier Paola Bucchi, Claudio Figna, Luiano Melani, musique de Rascel, orchestration d'Ennio Morricone, mise en scène de Giulio Coltellacci, Teatro Lirico di Milano, 26 novembre 1961.
  - Enrico '61 (1961-1962) : italien (en tant que Prima donna).
  - Enrico '61 (1962) : au Teatro Sistina à Rome (en tant que Prima donna)
  - Enrico '61 (1964) : représentation au Piccadilly Theatre à Londres (en tant que Prima donna)
- Buonanotte Bettina (1964-1965), 2e édition, comédie musicale de Garinei et Giovannini, avec Walter Chiari, Gloria Paul (en tant que Marina), Alida Chelli, Wanda Osiris.
- Le sei mogli di Erminio V111 (1965-1966), avec Erminio Macario, Gloria Paul, Tonini Nava.
- Fiore d'Hawaii (1970), avec Gloria Paul, Daniela Mazzucato (opérette, au Teatro Giuseppe Verdi à Trieste).
- Baci, promesse, carezze, lusinghe e illusion (1975), avec Aldo Fabrizi, Gloria Paul.
- Baciami Kate (1987), avec Gloria Paul, Rita Pavone, Teddy Reno (comédie au Teatro Nazionale di Milano).